# Urbanització Bon Relax
Urbanització Bon Relax – miejscowość w Hiszpanii, w Katalonii, w prowincji Girona, w comarce Alt Empordà, w gminie Sant Pere Pescador.
Według danych INE z 2005 roku miejscowość zamieszkiwało 147 osób.